# Pont de l'Alma
Pont de l'Alma (česky Almský most) je most přes řeku Seinu v Paříži. Spojuje 8. obvod na pravém břehu a 7. obvod na levém. Most byl pojmenován podle bitvy na řece Almě v roce 1854 během Krymské války.

## Historie

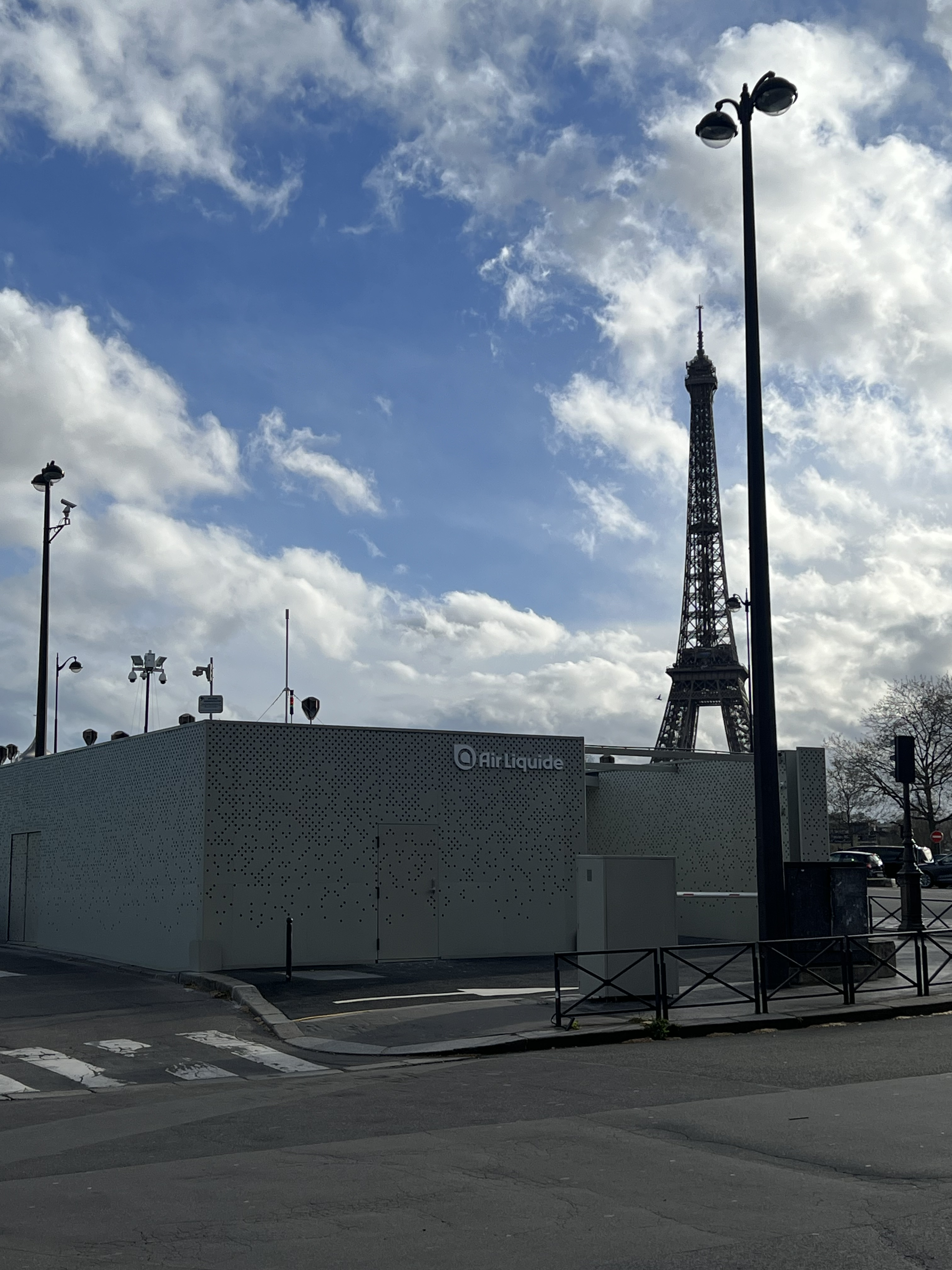
Vodíková stanice Air Liquide v Pont de l'Alma

První kamenný most o třech obloucích byl postaven v letech 1854–1856. Původně měl být dokončen již v roce 1855 u příležitosti výstavy, ale nakonec byl otevřen za účasti Napoleona III. 2. dubna 1856. Při světové výstavě v roce 1900 byl most rozšířen na straně proti proudu o lávku, které se říkalo passerelle de l'Alma (Almská lávka). V roce 1970 byl most zbořen a do roku 1974 kompletně přestavěn.

## Architektura

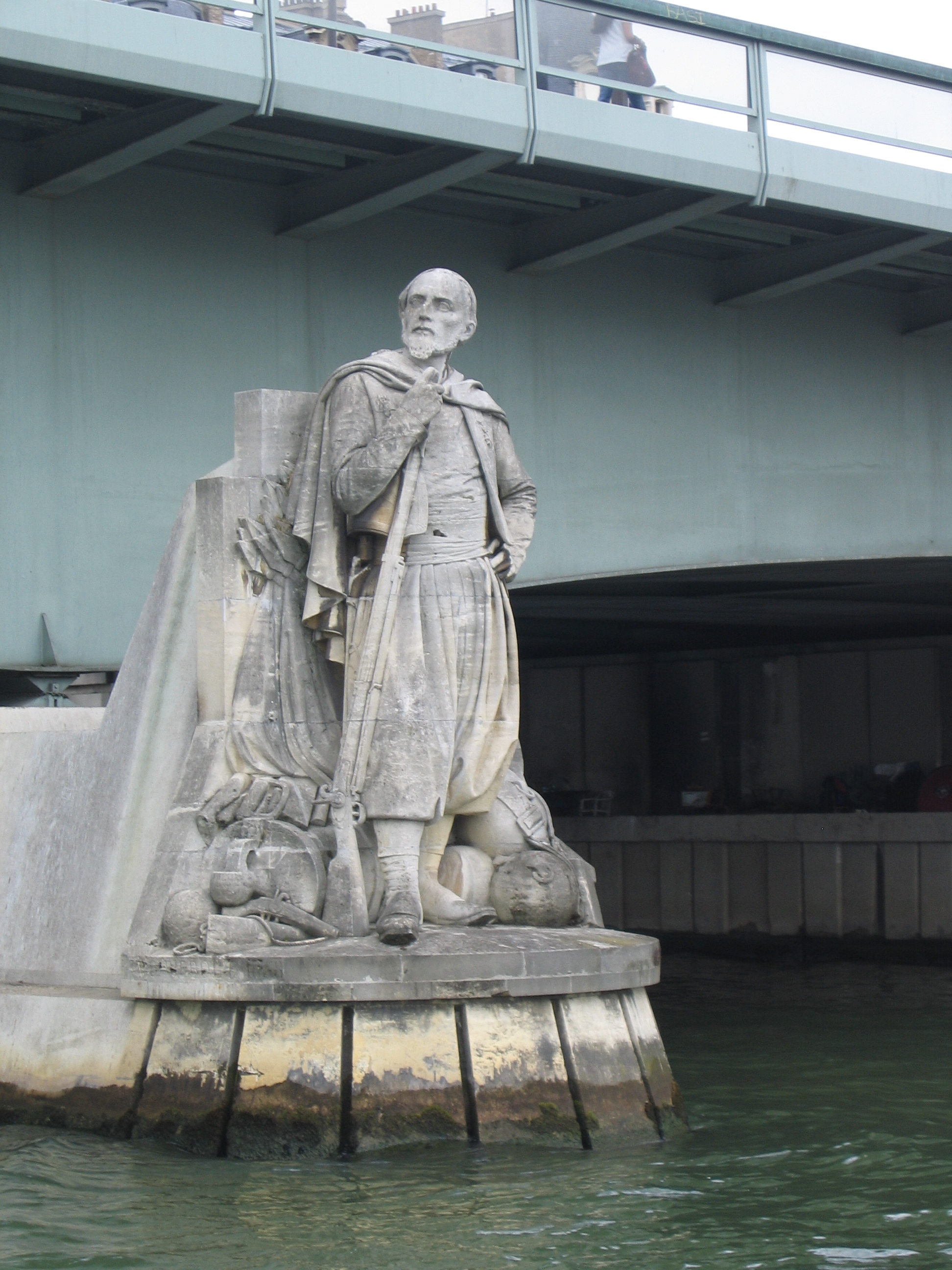
Socha Zuáva

Most je zděný, má jeden hlavní oblouk přes Seinu a dva malé na nábřeží, jeho celková délka činí 153 metry a šířka 42 metry.
Pilíře původního mostu byly zdobeny čtyřmi sochami, které představovaly čtyři pluky z Krymské války – Zuáva, Granátníka (autor Georges Diebolt), Myslivce a Dělostřelce (autor Arnaud). Při přestavbě mostu v 70. letech byly sochy přemístěny. Socha Myslivce se nachází ve Vincenneském lesíku, Granátník je v Dijonu a Dělostřelec byl přemístěn do La Fère v departementu Aisne.
Pouze socha Zuáva zůstala u mostu. Tato socha sloužila po roce 1856 jako veřejný ukazatel stavu povodní na Seině. Když voda dosahovala Zuávovi k nohám, byly obvykle uzavřeny silnice na náplavce. Když hladina dosahovala k jeho stehnům, přestala být Seina splavná. Při povodni v roce 1910 dosahovala voda až na ramena sochy. Po roce 1970 již socha ztratila tento smysl, neboť byla umístěna v jiné výšce. Úrovně povodní jsou zaznamenávány u mostu Tournelle.

## Umístění
| \| \| Umístění mostu \|       | \| \| Umístění mostu \| | \| \| Umístění mostu \|         |
| Most dole: Passerelle Debilly |                         | Most nahoře: Pont des Invalides |
| ----------------------------- | ----------------------- | ------------------------------- |
|                               | Umístění mostu          |                                 |